# Штеле (Округ Харбург)
Штеле (њем. Stelle) општина је у њемачкој савезној држави Доња Саксонија. Једно је од 42 општинска средишта округа Харбург. Према процјени из 2010. у општини је живјело 11.038 становника. Посједује регионалну шифру (AGS) 3353032.

## Географски и демографски подаци
Штеле се налази у савезној држави Доња Саксонија у округу Харбург. Општина се налази на надморској висини од 2 метра. Површина општине износи 38,7 km². У самом мјесту је, према процјени из 2010. године, живјело 11.038 становника. Просјечна густина становништва износи 285 становника/km².

## Међународна сарадња
| Мјесто   | Држава               | Врста сарадње | Од    |
| -------- | -------------------- | ------------- | ----- |
| Нотоден  | Норвешка             | контакт       | 1989. |
| Гленфилд | Уједињено Краљевство | партнерство   | 1997. |
|          | Француска            | партнерство   | 1991. |
| Бординг  | Данска               | пријатељство  | 1995. |
| Извор    |                      |               |       |